# انگس و جولیا استون
انگُس و جولیا استون (انگلیسی: Angus & Julia Stone) گروه موسیقی فولک و ایندی پاپ استرالیایی است که سال ۲۰۰۶ توسط یک زوج برادر-خواهر (انگاس استون و جولیا استون) شکل گرفت. آنها تا کنون سه آلبوم استودیویی منتشر کرده‌اند و در جوایز انجمن صنعت ضبط استرالیا در سال ۲۰۱۰، موفق به دریافت پنج جایزه شدند که یکی از آن‌ها جایزهٔ تک‌آهنگ سال برای ترانهٔ «جت غول‌پیکر» (Big Jet Plane) بود.